# باتون فيليج
باتون فيليج (بالإنجليزية: Patton Village, Texas)‏ هي مدينة تقع بولاية تكساس في شمال شرق الولايات المتحدة. تبلغ مساحة هذه المدينة 5.3 (كم²)، وترتفع عن سطح البحر 27 م، بلغ عدد سكانها 1391 نسمة في عام 2000 حسب إحصاء مكتب تعداد الولايات المتحدة وتصل الكثافة السكانية فيها 280.3 نسمة/كم2.

## التركيبة السكانية
حدّد مكتب تعداد الولايات المتحدة بيانات التركيبة السكانية لباتون فيليج في تعداد الولايات المتحدة. في ما يلي، التركيبة السكانية حسب تعدادي 2000 و2010.

### تعداد عام 2000
بلغ عدد سكان باتون فيليج 1,391 نسمة بحسب تعداد عام 2000، وبلغ عدد الأسر 476 أسرة وعدد العائلات 349 عائلة مقيمة في القرية. في حين سجلت الكثافة السكانية 222.9 نسمة لكل كيلومتر مربع (577.3/ميل2). وبلغ عدد الوحدات السكنية 531 وحدة بمتوسط كثافة قدره 85.1 لكل كيلومتر مربع (220.4/ميل2).
وتوزع التركيب العرقي للقرية بنسبة 91.23% من البيض و0.50% من الأمريكيين الأفارقة و0.86% من الأمريكيين الأصليين و0.07% من الأمريكيين ذوي الأصول الآسيوية و4.67% من الأعراق الأخرى و2.66% من عرقين مختلطين أو أكثر و11.14% من الهسبانيون أو اللاتينيون من أي عرق.
بلغ عدد الأسر 476 أسرة كانت نسبة 47.3% منها لديها أطفال تحت سن الثامنة عشر تعيش معهم، وبلغت نسبة الأزواج القاطنين مع بعضهم البعض 53.4% من أصل المجموع الكلي للأسر، ونسبة 12.2% من الأسر كان لديها معيلات من الإناث دون وجود شريك،  بينما كانت نسبة 7.8% من الأسر لديها معيلون من الذكور دون وجود شريكة وكانت نسبة 26.7% من غير العائلات. تألفت نسبة 20.8% من أصل جميع الأسر من عدة أفراد يعيشون في نفس المنزل ونسبة 8.8% كانت تتألف من شخص يعيش بمفرده يبلغ من العمر 65 عاماً أو أكثر. وبلغ متوسط حجم الأسرة المعيشية 2.92، أما متوسط حجم العائلات فبلغ 3.41.
بلغ العمر الوسطي للسكان 30.7 عاماً. وكانت نسبة 32.1% من القاطنين تحت سن الثامنة عشر، وكانت نسبة 9.6% بين الثامنة عشر والرابعة والعشرين عاماً، ونسبة 28.3% كانت واقعةً في الفئة العمرية ما بين الخامسة والعشرين والرابعة والأربعين عاماً، ونسبة 21.9% كانت ما بين الخامسة والأربعين والرابعة والستين، ونسبة 8% كانت ضمن فئة الخامسة والستين عاماً فما فوق. يوجد لكل 100 أنثى 95.6 ذكر، ويوجد لكل 100 أنثى في الثامنة عشر من عمرها فما فوق 95.9 ذكر.
بلغ متوسط دخل الأسرة في القرية 32,619 دولارًا، أما متوسط دخل العائلة فبلغ 35,093 دولارًا. وكان متوسط دخل الذكور 32,212 دولارًا مقابل 19,375 دولارًا للإناث. وسجل دخل الفرد الخاص بالقرية 12,462 دولارًا. وكانت نسبة 22.5% من العائلات ونسبة 23.6% من السكان تحت خط الفقر، وكان من هؤلاء نسبة 29.4% تحت سن الثامنة عشر ونسبة 11.2% في الخامسة والستين من العمر وما فوق.

### تعداد عام 2010
بلغ عدد سكان باتون فيليج 1,557 نسمة بحسب تعداد عام 2010، وبلغ عدد الأسر 513 أسرة وعدد العائلات 385 عائلة مقيمة في القرية. في حين سجلت الكثافة السكانية 249.5 نسمة لكل كيلومتر مربع (646.2/ميل2). وبلغ عدد الوحدات السكنية 583 وحدة بمتوسط كثافة قدره 93.4 لكل كيلومتر مربع (241.9/ميل2).
وتوزع التركيب العرقي للقرية بنسبة 83.75% من البيض و1.03% من الأمريكيين الأفارقة و1.35% من الأمريكيين الأصليين و0.45% من الأمريكيين ذوي الأصول الآسيوية و0.06% من سكان جزر المحيط الهادئ و11.37% من الأعراق الأخرى و1.99% من عرقين مختلطين أو أكثر و20.75% من الهسبانيون أو اللاتينيون من أي عرق.
بلغ عدد الأسر 513 أسرة كانت نسبة 45.4% منها لديها أطفال تحت سن الثامنة عشر تعيش معهم، وبلغت نسبة الأزواج القاطنين مع بعضهم البعض 51.3% من أصل المجموع الكلي للأسر، ونسبة 14.6% من الأسر كان لديها معيلات من الإناث دون وجود شريك،  بينما كانت نسبة 9.2% من الأسر لديها معيلون من الذكور دون وجود شريكة وكانت نسبة 25% من غير العائلات. تألفت نسبة 20.9% من أصل جميع الأسر من عدة أفراد يعيشون في نفس المنزل ونسبة 5.8% كانت تتألف من شخص يعيش بمفرده يبلغ من العمر 65 عاماً أو أكثر. وبلغ متوسط حجم الأسرة المعيشية 3.04، أما متوسط حجم العائلات فبلغ 3.49.
بلغ العمر الوسطي للسكان 30.6 عاماً. وكانت نسبة 31.4% من القاطنين تحت سن الثامنة عشر، وكانت نسبة 10.5% بين الثامنة عشر والرابعة والعشرين عاماً، ونسبة 28.1% كانت واقعةً في الفئة العمرية ما بين الخامسة والعشرين والرابعة والأربعين عاماً، ونسبة 22.8% كانت ما بين الخامسة والأربعين والرابعة والستين، ونسبة 7.2% كانت ضمن فئة الخامسة والستين عاماً فما فوق. وتوزع التركيب الجنسي للسكان بنسبة 49.3% ذكور و50.7% إناث.

## وصلات خارجية
- The US50 - Cities and Towns in Texas State